# عصر اکتشاف

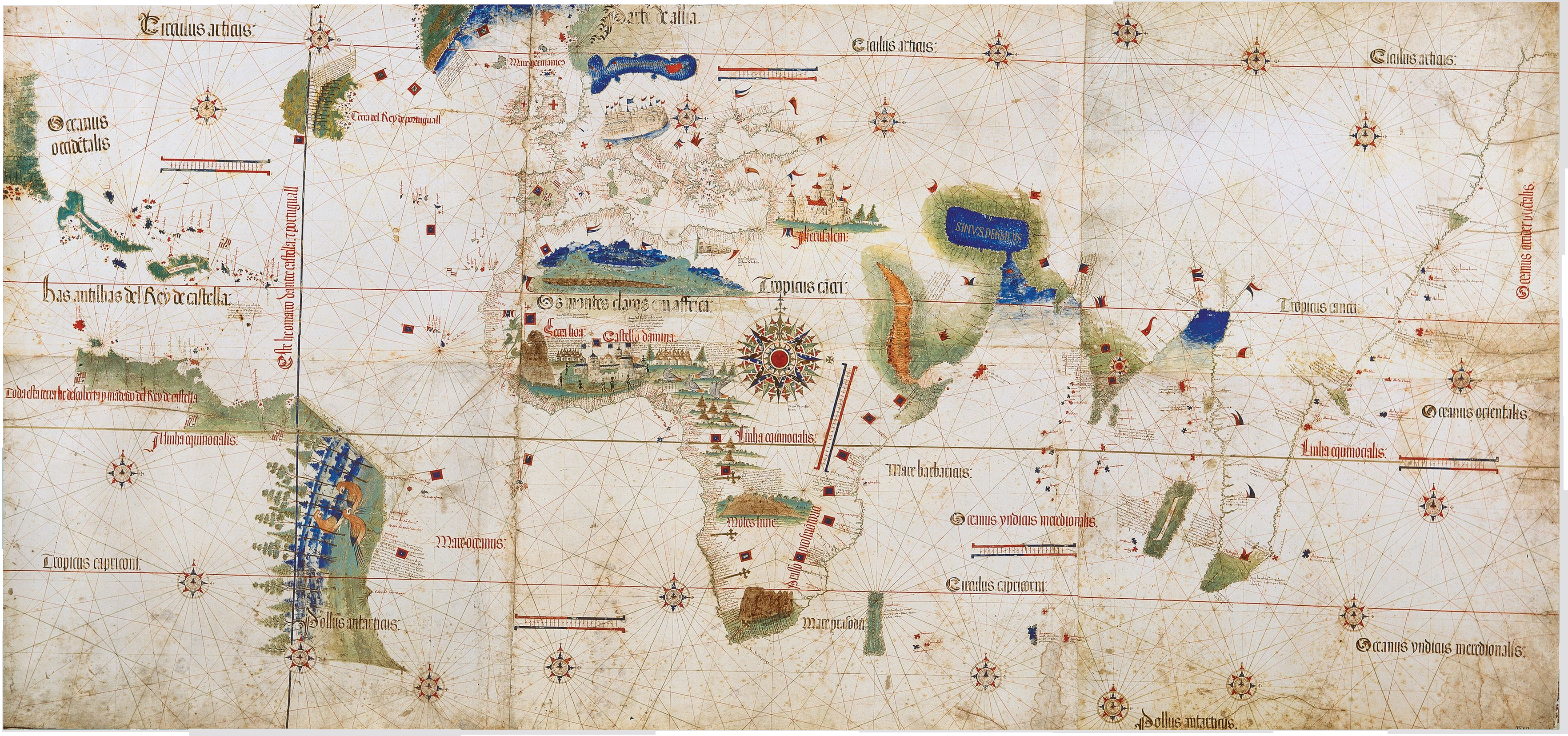
مهم‌ترین نقشه خطی باقی مانده از دوران اولیه اکتشاف نقشه جهانی کانتینو کشیده شده توسط دیپلمات ایتالیایی البرتو کانتینو برای دوک فرارا

عصر اکتشاف یا «دوران جستجو برای سرزمین های نو» یا «عصر پیداکردن سرزمین های نو» بخشی از عصر جدید اولیه و زمانی از حدود قرن پانزدهم تا هفدهم میلادی بود که مردم کشورهای مختلف اروپایی از راه دریا به بسیاری از نقاط جهان سفر کردند و سرزمین‌های نو را کاوش کردند. آنها در این عصر که هم دوره با عصر دریانوردی است، مستعمرات زیادی ایجاد کرده و کنترل مناطق جدید را به دست گرفتند. این اکتشافات به وسیله اسپانیایی‌ها، پرتغالی‌ها، هلندی‌ها، انگلیسی‌ها و فرانسوی‌ها بود. در این دوره کشورهای اروپایی، استعمار را در سیاست‌های دولت خود لحاظ کردند. گاهی اوقات این دوره را نخستین موج بزرگ استعمار اروپا می‌نامند.
آغاز اکتشافات اروپایی فراتر از دریای مدیترانه زمانی آغاز شد که پرتغال در سال ۱۳۳۶ سفرهای دریایی به جزایر قناری را آغاز کرد. پس از آن، مجمع‌الجزایر مادیرا و آزور، سواحل غرب آفریقا در سال ۱۴۳۴ پیدا(کشف) شد.

## کشف دنیای جدید
رقیب پرتغال، کاستیا قدری کندتر از همسایه خود کاوش اقیانوس آتلانتیک را آغاز کرده بود.
به دنبال وحدت کاستیا و آراگون، اسپانیا بر آن شد تا به دنبال مسیرهای تجاری و مستعمرات جدید بگردد. در سال ۱۴۹۲ حاکمان مشترک اسپانیا، پادشاهی موری گرانادا را فتح کردند و تصمیم گرفتند هزینه سفر اکتشافی کریستف کلمب را فراهم کنند.

## پیش زمینه

### پیشرفت تجارت اروپا
در بین سده‌های دوازدهم و پانزدهم میلادی، با بهم پیوستن مسیرهای تجاری رودخانه و دریا اقتصاد اروپا متحول گشته و باعث شد که اروپا به یکی از پر رونق‌ترین شبکه‌های تجاری دنیا تبدیل گردد.

### تکنولوژی: طراحی کشتی و قطب‌نما
پیشرفت‌های تکنولوژیکی که در عصر کاوش از اهمیت ویژه ای برخوردار بود، قطب‌نمای مغناطیسی بود که طراحی کشتی‌ها را پیشرفته تر نمود.

### جغرافیا و نقشه‌ها
اسناد رهنامه دریای اریتره به سالهای ۴۰ تا ۶۰ میلادی برمی گردد، که مسیر تازه ای که کشف شده را شرح می‌دهد که از طریق دریای سرخ به هند راه می‌یابد. در این اسناد بازارها در شهرهای اطراف دریای سرخ، خلیج فارس و اقیانوس هند در امتداد شرق سواحل آفریقا توصیف شده‌است، که می‌گوید "فراتر از این مکان، منحنی‌های اکتشافی ناشناخته به طرف غرب، و در امتداد مناطق در جنوب اتیوپی و لیبی و آفریقا، با دریای غربی در هم می‌آمیزد (اشاره احتمالی به اقیانوس اطلس دارد)"

### ماموریت‌های چینی‌ها (۱۴۰۵ – ۱۴۳۳)
چینی‌ها از طریق تجارت در آسیا ارتباطات گسترده‌ای داشتند و از زمان امپراتوری تانگ (۶۱۸–۹۰۷ میلادی) به عربستان، آفریقای شرقی و مصر از طریق دریا سفر می‌کردند. بین سالهای ۱۴۰۵ و ۱۴۲۱، سومین امپراتور، مینگ یونگ لو یک سری از مأموریت‌های خراجگزاری را در اقیانوس هند تحت فرماندهی دریاسالار ژنگ هه (چنگ هو) حمایت مالی کرد.

## اقیانوس اطلس (۱۴۱۹ – ۱۵۰۷)
از قرن هشتم تا قرن پانزدهم میلادی، جمهوری ونیز و جمهوری‌های دریایی همسایه انحصار تجارت اروپا با خاورمیانه را برگزار کردند. تجارت ابریشم و ادویه جات که شامل ادویه، بخور خوشبو، گیاهان، داروها و تریاک می‌شد، این ایالت‌های مدیترانه ای را به لحاظ طبیعی غنی کرده‌است. ادویه جات از گران‌ترین و مورد تقاضاترین محصولات قرون وسطی محسوب می‌شد، زیرا از آنها در طب قرون وسطایی استفاده می‌شد، از آنها در آیین‌های مذهبی، لوازم آرایشی، عطریات و همچنین مواد افزودنی و مواد نگهدارنده مواد غذایی استفاده می‌شد. همه آنها از آسیا و آفریقا وارد می‌شدند.

### اکتشاف اسپانیا: کلمب و هند غربی
در همسایگی پرتغال، کاستیل رقیب ایبری، در سال ۱۴۰۲ شروع به برقراری حاکمیت خود بر جزایر قناری واقع در ساحل غربی آفریقا کرده بود، اما پس از آن در بیشتر قرن پانزدهم با سیاست داخلی ایبری و دفع تلاش‌های تهاجمی اسلامی و حمله منحرف شد.

## تأثیر جهانی

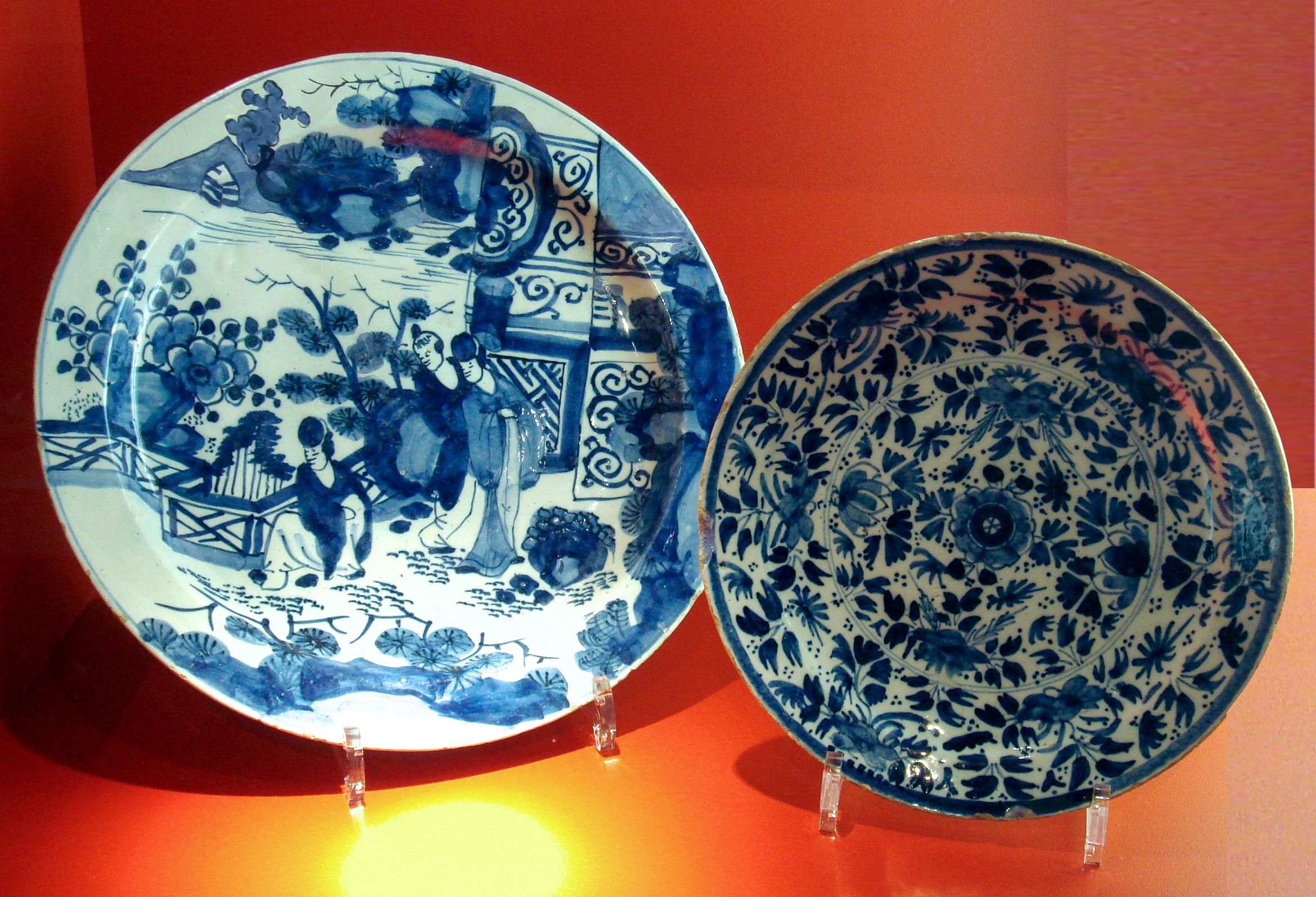
دلفت چین قرن هجدهم، شرکت دز ایندز

گسترش برون مرزی اروپا منجر به ارتباط بین دنیای قدیم و جدید و تولید مبادله کلمبی شد، که به خاطر کلمب این نام را گرفت.

### تأثیر اقتصادی در اروپا
از آنجا که طیف گسترده‌ای از کالاهای لوکس جهانی از طریق دریا وارد بازارهای اروپا می‌شدند، بازارهای قبلی کالاهای لوکس راکد شدند. تجارت اقیانوس اطلس عمدتاً قدرتهای تجاری پیشین ایتالیایی و آلمانی را که به روابط تجاری بالتیک، روسی و اسلامی خود متکی بودند را ریشه کن کرد. کالاهای جدید همچنین باعث ایجاد تحولات اجتماعی شدند، زیرا شکر، ادویه جات، ابریشم و چینی‌ها وارد بازارهای لوکس اروپا شدند.